# Кленівка (Донецький район)
Клені́вка — селище Амвросіївської міської громади Донецького району Донецької області, Україна.

## Загальні відомості
Відстань до райцентру становить близько 57 км і проходить автошляхом Т 0509.
Землі селища межують із територією с. Осикове Кальміуського району Донецької області.
Унаслідок російської військової агресії із серпня 2014 р. Кленівка перебуває на території ОРДЛО.

## Населення
За даними перепису 2001 року населення селища становило 704 особи, з них 35,94 % зазначили рідною мову українську, 63,07 % — російську, 0,28 % — вірменську та німецьку мови.

## Відомі уродженці
- Тригуб Віктор Вікторович (1966) — український журналіст, музеєзнавець, громадський діяч, головний редактор журналу «Музеї України», засновник Музею плакату України.